# Yu-Gi-Oh!
Yu-Gi-Oh! (遊☆戯☆王, Yū☆gi☆ō, lit. rei dos jogos) é uma franquia de mídia com o tema "cartas e duelos" de propriedade da editora Shueisha junto da fabricante Konami. A franquia nasceu como uma série de mangá sobre jogo escrita e ilustrada por Kazuki Takahashi. A série foi originalmente publicada pela editora Shueisha na revista Weekly Shōnen Jump entre 1996 e 2004. A trama segue a história de um menino chamado Yugi Muto, que remonta o antigo Enigma do Milênio, e desperta um espírito dentro de seu corpo com a personalidade de um jogador e que resolve seus conflitos usando vários jogos.
Duas adaptações em anime do mangá original foram produzidas: uma pela Toei Animation com o mesmo nome, que foi ao ar de 4 de abril de 1998 a 10 de outubro de 1998, com 27 episódios; e outra produzida pela Nihon Ad Systems e animada pelo Studio Gallop intitulada Yu-Gi-Oh! Duel Monsters, que foi ao ar entre abril de 2000 e setembro de 2004, com 224 episódios. O segundo anime expandiu uma franquia que inclui vários animes spin-offs, Trading Card Game e diversos vídeo games.
A maioria das encarnações da franquias envolvem o jogo de cartas fictício chamado Duel Monsters (Monstros de Duelo) onde cada jogador usa cartas para um "duelo" entre si, em uma batalha simulada de duelo de "monstros". O Yu-Gi-Oh! Trading Card Game publicado pela Konami é a contraparte do mundo real para este jogo ficcional em que é livremente baseado.
No Brasil, o mangá de Yu-Gi-Oh! foi publicado pela editora JBC entre 2006 e 2010. A segunda adaptação em anime do mangá, Yu-Gi-Oh! Duel Monsters, foi exibida em 2002 pela Nickelodeon, e entre 2003 e 2004, pela TV Globo.

## História
Yu-Gi-Oh! narra a história de Yugi Muto, um garoto tímido que ama todos os tipos de jogos, mas muitas vezes é intimidado ao seu redor. Um dia, ele ganha peças fragmentadas de um antigo artefato egípcio, o Enigma do Milênio Millennium Puzzle (千年パズル, Sennen Pazuru), por seu avô Sugoroku Muto (武藤双六, Mutō Sugoroku) (Solomon Muto). Ao remontar o quebra-cabeça, seu corpo acolhe um espírito misterioso com a personalidade de um jogador. A partir desse momento, sempre que Yugi ou um de seus amigos é ameaçado por aqueles com escuridão em seus corações, este outro Yugi se manifesta e os desafia os perigosos Jogos da Sombra (闇 の ゲ ー ム, Yami no Gēmu), que revelam a verdadeira natureza do coração de alguém, os perdedores dessas competições geralmente são submetidos a um castigo escuro chamado Jogo da Penalidade (千年パズル, Batsu Gēmu).
Enquanto a série avança, Yugi e seus amigos descobrem que esta pessoa dentro de seu enigma é realmente o espírito de um Faraó sem nome dos tempos egípcios que tinha perdido suas memórias. Como Yugi e seus companheiros tentam ajudar o faraó a recuperar suas memórias, eles encontram-se passando por muitas provações enquanto eles apostam suas vidas lutando contra os jogadores que exercem os misteriosos itens do Milênio e o poder sombrio dos Jogos das Sombras.
Os primeiros capítulos apresentam uma variedade de jogos diferentes, mas a partir do arco "Reino dos Duelistas" o foco é deslocado para o Monstros de Duelo. Esse jogo é jogado com um sistema de imagem holográfica criado por Seto Kaiba (após sua primeira partida com Yugi).

## Produção
No planejamento inicial de Yu-Gi-Oh!, seu criador, Kazuki Takahashi, pensava em criar um mangá de terror. Apesar do resultado final sair um mangá sobre jogos, ficou claro que alguns elementos de terror influenciaram a história. Takahashi então decidiu usar "batalha" como seu tema principal. Uma vez que não tenha saído um mangá de "luta", ele achou difícil pensar em algo original. Então Takahashi chegou a decisão de criar um mangá de luta, onde o protagonista não atinge ninguém, mas também luta com essa limitação.
A princípio, o jogo de cartas de Yu-Gi-Oh! seria apenas mais um dos vários jogos do mangá, com participação única e tinha o nome de "Magic and Wizards", uma referência ao card game Magic: The Gathering. Mas o editor da revista Weekly Shonen Jump, da Shueisha, recebeu muitas cartas e e-mails dos fãs, que perguntavam sobre o "Magic and Wizards". Depois disso, Takahashi decidiu prorrogá-lo, o deixando como jogo principal em dois grandes arcos do mangá, embora outros jogos ainda sejam vistos.
Sobre introduzir os leitores mais jovens à cultura de jogos da vida real referenciada na série, Takahashi disse que ele simplesmente incluía "coisas que ele tocava e gostava", e que pode ter introduzido os leitores a jogos de role-playing (RPG) e outros jogos. Takahashi acrescentou que criou alguns dos jogos vistos na série. O autor sublinhou a importância da "comunicação entre as pessoas", frequentemente presente em jogos de mesa de rpg e não presente em jogos de vídeo game solitários. Takahashi acrescentou que ele sente que a comunicação de qualidade não é possível através da Internet.
Takahashi sempre esteve interessado em jogos, alegando ter sido obcecado quando criança e ainda está interessado neles como um adulto. Em um jogo, ele considerou o jogador para se tornar um herói. Ele decidiu basear a série Yu-Gi-Oh! em torno de tais jogos e usou esta ideia como a premissa; Yugi era um menino infantil e fraco, que se tornou um herói quando ele jogava jogos. Com a amizade sendo um dos temas principais de Yu-Gi-Oh!, ele baseou os nomes dos dois personagens principais "Yūgi" e "Jōnouchi" na palavra yūjō (友情), que significa "amizade". Henshin, a habilidade de se transformar em algo ou em outra pessoa, é algo que Takahashi acreditava que todas as crianças sonhassem. Considerou que o henshin de Yugi, Dark Yugi,, um jogador inteligente, invencível dos jogos, para ser um grande apelo às crianças.
Takahashi disse que o jogo de cartas teve a maior influência no mangá, porque "causou a maior reação" dos leitores. Antes desse ponto, Takahashi não planejou o jogo de cartas para fazer mais do que duas aparições.
Takahashi disse que a "mensagem positiva" para os leitores da série é que cada pessoa tem uma "forte parte oculta" (como "potencial humano") dentro de si mesmo, e quando se encontra dificuldades, a "parte oculta" pode surgir se acredita em si mesmo e em seus amigos. Ele acrescentou que este é "um tema bastante consistente."

## Mídias

### Mangá
O mangá original de Yu-Gi-Oh! foi originalmente publicado na Weekly Shōnen Jump entre 30 de setembro de 1996 e 8 de março de 2004 e, posteriormente, compilado em 38 tankōbon. Ao contrário da maioria das outras mídias da franquia Yu-Gi-Oh!, o mangá apresenta uma variedade de jogos diferentes. A trama começa bastante episódica e os primeiros sete volumes inclui apenas três casos de "Magia e Magos". No capítulo sexagésimo, o arco "Reino dos Duelistas" começa e casos de "Magia e Magos" se torna bastante comum, e depois do arco DDD, ele reaparece de novo e se torna parte de um importante ponto da trama durante o arco "Batalha das Cidades". O último arco do mangá centra-se em uma mesa de jogo de role-playing que replica memórias perdidas do Faraó, em que o sistema de batalha é baseado em um antigo jogo das sombras jogado em seu reino. Os editores do mangá eram Yoshihisa Heishi e Hisao Shimada. Kazuki Takahashi credita Toshimasa Takahashi na coluna "Agradecimentos Especiais". A versão em Inglês do mangá foi publicada pela Viz Media.
Um mangá spin-off chamado Yu-Gi-Oh! R foi ilustrado por Akira Ito, sob a supervisão de Takahashi. A história tem lugar no universo do mangá original, entre os arcos " Batalha as Cidades" e "Mundo do Milênio", onde Yugi e seus amigos devem parar um homem chamado Yako Tenma que planeja usar o corpo de Anzu Mazaki para reviver o falecido Pegasus. Ele foi publicado entre 21 de abril de 2004 e 21 de dezembro de 2007 na V-Jump e agrupado em cinco tankōbon.

#### No Brasil
O mangá foi inteiramente publicado no Brasil pela editora JBC. Seu pré-lançamento aconteceu no dia 13 de julho de 2006 durante o festival Anime Friends em São Paulo, enquanto o lançamento nas bancas foi no dia 25 de julho. O volume final foi publicado em fevereiro de 2010.

#### Em Portugal
Apenas o primeiro arco, compreendendo sete volumes, foi editado em Portugal pela edições ASA entre fevereiro e setembro de 2011.

### Anime
O primeiro anime de Yu-Gi-Oh! foi produzido pela Toei Animation e exibido na TV Asahi entre 4 de abril a 10 de outubro de 1998, com 27 episódios. Essa adaptação nunca foi lançada fora do Japão. Baseado nos volumes de 1 a 7 do mangá, esta série é fortemente abreviada, ignorando muitos capítulos, e muitas vezes muda detalhes das histórias de mangá que se adapta, apresentando várias diferenças fundamentais. Ela também adiciona um novo personagem regular para o grupo, Miho Nosaka, que era originalmente um personagem menor no mangá. Esta adaptação não está relacionada com quaisquer outras obras na franquia além do primeiro filme de Yu-Gi-Oh, lançado em 1999..

#### Franquia do Studio Gallop
Depois do curto anime da Toei, Nihon Ad Systems e Studio Gallop adquiram os direitos de produção de Yu-Gi-Oh, com exibição na TV Tokyo. A primeira série, Yu-Gi-Oh! Duel Monsters, conhecida dentro do Japão apenas como Yu-Gi-Oh!, introduziu a franquia para o Ocidente, até então desconhecida. Adaptando o mangá a partir do volume 8, a série apresenta várias diferenças do mangá e da série produzida pela Toei e em grande parte se concentra em torno do jogo de Monstros de Duelo. A série foi ao ar no Japão entre 18 de abril de 2000 e 29 de setembro de 2004, com 224 episódios. Uma minissérie spin-off de doze episódios, Yu-Gi-Oh! Capsule Monsters, foi produzida e editada pela 4Kids Entertainment, e foi ao ar na América do Norte entre 9 de setembro e 25 de novembro de 2006. É definida antes do final de Yu-Gi-Oh! Duel Monsters, aparentemente em algum lugar entre os episódios 198 e 199, e envolve Yugi e seus amigos sendo puxados para um mundo cheio de monstros de duelo reais que eles podem invocar usando cápsulas. Uma versão remasterizada de Duel Monsters, com foco em duelos específicos, começou a ser exibida no Japão a partir de 7 de fevereiro de 2015, em comemoração aos 20 anos da franquia e o anúncio do filme Yu-Gi-Oh!: The Dark Side of Dimensions.
Uma segunda série, Yu-Gi-Oh! GX, conhecida no Japão como Yu-Gi-Oh! Duel Monsters GX, foi ao ar entre 6 de outubro de 2004 e 26 de março de 2008, com 180 episódios. Tendo lugar dez anos após os eventos da série anterior, GX segue um menino chamado Jaden Yuki enquanto ele atende a Academia de Duelos, um colégio interno duelitista fundado por Seto Kaiba, na esperança de se tornar o próximo Rei dos Jogos. Uma adaptação em mangá por Naoyuki Kageyama foi serializada na revista V-Jump da Shueisha entre 17 de dezembro de 2005 e 19 de março de 2011. O mangá difere do anime, com novas histórias e monstros, assim como algumas mudanças de personalidade em alguns dos personagens. A série é publicada na América do Norte pela Viz Media.
Uma terceira série, Yu-Gi-Oh! 5D's, foi ao ar entre 6 de abril de 2008 e 11 de setembro de 2011, com 154 episódios. Situada vários anos após as duas séries anteriores, esta série centra-se em torno de um duelista motociclista  chamado Yusei Fudou e introduz novos conceitos como Duelos Turbo, duelos que ocorrem em motocicletas chamado Duel Runners, e Monstros Synchro, que também foram adicionados ao jogo de cartas. Uma adaptação em manga por Masahiro Hikokubo e Satou Masashi começou a serialização na V-Jump a partir de agosto de 2009 e, como o mangá de GX, difere do anime em enredo e caracterização.
Uma quarta série, Yu-Gi-Oh! Zexal, foi ao ar entre 11 de abril and 23 de março de 2014, com 146 episódios. A história gira em torno de um menino chamado Yuma Tsukumo que, unido por um ser interestelar conhecido como Astral, deve reunir os cartões de 100 Números que compõem a sua memória. A série adiciona ainda outro tipo de monstro, Monstros Xyz, que também foram adicionados ao jogo de cartas. A adaptação em mangá escrita por Shin Yoshida e ilustrada por Naoto Miyashi, começou a serialização na edição de fevereiro de 2011 da revista V Jump da Shueisha, lançada em 18 de dezembro de 2010.
Uma quinta série, Yu-Gi-Oh! Arc-V, começou a ser exibida em 6 de abril de 2014. A série se concentra em Yūya Sakaki, que participa do mundo de Duelos de Ação, em que os sistemas de visão sólida reforçada dão substância a monstros e ambientes. A série introduz Pendulum Monsters e Pendulum Summoning, que é mais uma vez adicionados ao jogo de cartas.
Uma sexta série, Yu-Gi-Oh! Vrains, foi anunciada no evento Jump Festa da Shueisha em 17 de dezembro de 2016. A série seguirá um jovem hacker chamado Yusaku Fujiki e começará a ser exibida no Japão na primavera de 2017 e trará uma nova invocação a Link Summon e novas regras ao card game Foi o último spin-off de Yu-Gi-Oh animado pelo Studio Gallop, voltado para o público infanto-juvenil masculino(Shōnen) .
Uma sétima série, Yu-Gi-Oh! Sevens, com uma mudança de público-alvo voltada para o público infantil (Kodomo) estreou em abril de 2020 sendo a primeira série animada pelo Bridge (Estúdio), após a quebra de parceria da Konami e o Studio Gallop.

### Filmes
Baseado na série de anime da Toei Animation, o primeiro filme tem duração de trinta minutos e gira em torno de um garoto chamado Shogo, que é alvo de Seto Kaiba após a obtenção de uma poderosa carta rara; o lendário "Dragão Negro de Olhos Vermelhos". Yugi tenta despertar a coragem de Shougo no duelo contra Kaiba, que planeja obter a carta rara de Shougo. O filme foi lançado nos cinemas japoneses em 6 de março de 1999 e, assim como o anime da Toei, não foi lançado fora do Japão.
Yu-Gi-Oh! The Movie: Pyramid of Light, ou simplesmente Yu-Gi-Oh! The Movie, foi lançado na América do Norte no dia 13 de agosto de 2004. O filme foi desenvolvido especificamente para o Ocidente pela 4Kids baseado no grande sucesso da franquia Yu-Gi-Oh! nos Estados Unidos. No filme, que acontece após o arco "Batalha das Cidades" do anime Yu-Gi-Oh! Duel Monsters, Yugi enfrenta Anubis, o deus egípcio dos mortos. O filme também foi exibido na TV Tokyo em 2 de janeiro de 2005. No Brasil, Yu Gi Oh! O Filme estreou no dia 3 de setembro de 2004, apenas três semanas após sua estreia nos EUA.
10th Anniversary Yu-Gi-Oh! Movie: Super Fusion! Bonds that Transcend Time é um filme em 3D lançado em 23 de janeiro de 2010 no Japão. O filme foi lançado na América do Norte pela 4Kids em 26 de fevereiro de 2011 sob o título Yu-Gi-Oh! 3D Bonds Beyond Time. O filme foi produzido em comemoração ao décimo aniversário do anime Yu-Gi-Oh! Duel Monsters e apresenta um enredo original que reúne os personagens principais das três primeiras series: Yugi Muto de Duel Monsters, Jaden Yuki de Yu-Gi-Oh! GX e Yusei Fudo de Yu-Gi-Oh! 5D's, lutando contra um novo inimigo chamado Paradox, em uma batalha que vai decidir o passado, presente e futuro.
A 4K Media anunciou que um novo filme estava em desenvolvimento no Japão, celebrando o 20.º aniversário de Yu-Gi-Oh. O filme caracteriza uma história original pelo criador Kazuki Takahashi, que se passa seis meses após os eventos do mangá, descrevendo um duelo entre Yugi e Kaiba. O filme foi lançado em 23 abril de 2016 no Japão e teve um lançamento internacional no final de 2016. O filme será lançado em DVD e Blu-ray em 8 de março de 2017 no Japão. Também incluirá o mangá de duas partes chamado Yu-Gi-Oh !: Transcend Game, que serve como um prequel do filme.

### Livros

The Gospel of Truth, um guia do mangá.

Uma novelização gira em torno de algumas das partes iniciais do mangá e do arco da Morte-T, escrito por Katsuhiko Chiba. Foi publicado no Japão pela Shueisha em 3 de setembro de 1999 e tem quatro edições. A quarta edição é uma história original, ocorrendo apenas no romance
Yu-Gi-Oh! Character Guide Book - The Gospel of Truth (遊戯王キャラクターズガイドブック―真理の福音― Yūgiō Kyarakutāzu Gaido Bukku Shinri no Fukuin) é um guia de personagens escrito por Kazuki Takahashi. Foi publicado no Japão em 1 de novembro de 2002 pela Shueisha sob sua marca Jump Comics e na França em 12 de dezembro de 2006 pela editora Kana. O livro contém os perfis de personagens, incluindo informações canônica, que nunca foram vistas em outras mídias da série, incluindo datas de nascimento, altura, peso, tipo de sangue e comida favorita. Ele também contém uma infinidade de informações compiladas da história, incluindo uma lista de nomes para os vários jogos que aparecem em Yu-Gi-Oh!.
Um livro de arte, Duel Art (デ ュ エ ル ア ー ト Dyueruāto?), foi ilustrado por Kazuki Takahashi sob a etiqueta do estúdio Dice. O livro de arte foi lançado em 16 de dezembro de 2011 e contém várias ilustrações da série Yu-Gi-Oh feitas para o lançamento em bunkōban do mangá, compilações de ilustrações coloridas encontradas no mangá e novas artes desenhadas para o livro.
The Theatrical & TV Anime Yu-Gi-Oh! Super Complete Book (劇場&TVアニメ『遊☆戯☆王』スーパー・コンプリートブック Gekijō & TV Anime Yūgiō Sūpā Konpurītobukku?) foi lançado em maio de 1999 após o lançamento do filme de Yu-Gi-Oh! da Toei Animation no início daquele ano. O livro também inclui informações dos episódios e imagens sobre a série de 1998, algumas fotos com o mangá original com uma seção que abrange a fabricação de certos monstros, e entrevistas a respeito do filme. Ele também possui uma versão film comic e é o único trabalho suplementar lançado para a versão da Toei de Yu-Gi-Oh!.
The Yu-Gi-Oh! 10th Anniversary Animation Book (遊☆戯☆王 テンス アニバーサリー アニメーション ブック Yūgiō! Tensu Anivāsarī Animēshon Bukku?) é um livro lançado para comemorar o décimo aniversário de Yu-Gi-Oh! Duel Monsters (não do mangá), lançado em 21 de janeiro de 2010. O livro apresenta cenas do filme de crossover, uma revisão rápida dos três primeiros animes da série (Yu-Gi-Oh!, Yu-Gi-Oh! GX e Yu-Gi-Oh! 5D's) perfis dos personagens, duelos e entrevistas com a equipe do filme.

### Jogo de cartas
A série de mangá e anime Yu-Gi-Oh! introduz o jogo de cartas colecionáveis original criado por Kazuki Takahashi, desenvolvido e publicado pela Konami. O jogo começou a ser produzido em 1998, e hoje é jogado no mundo inteiro. O jogo possui algumas diferenças quanto ao fictício, pois este servia para se adequar ao enredo. Takahashi começou a fazer as cartas em 1996. Em agosto de 2008, a TV Tokyo relatou que o jogo de cartas da série já vendeu mais de 18 milhões de cartas em todo o mundo. Em 9 de junho de 2009, em seu aniversário de 10 anos, foi adicionado ao Guinness World Records como o jogo de cartas mais bem sucedido, tendo vendido mais de 22 bilhões e meio de cartas ao redor do mundo desde o início de sua fabricação. Em 31 de março de 2011, a Konami já vendeu mais de 25 milhões de cartões em todo o mundo desde 1999. O jogo continua a ganhar popularidade, já que é jogado em todo o mundo, principalmente no Japão, América do Norte, Europa e Austrália, e foi ampliado com novas regras e adições conforme a franquia cresce.

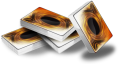
As cartas.

A esfera que representa o nível do monstro.

O jogo de cartas - cujo nome original é Yu-Gi-Oh! Trading Card Game (遊☆戯☆王 オフィシャルカードゲーム em japonês, Yū☆Gi☆Ō turadingu Kādo Gēmu em rōmaji, abreviado como TCG) - é baseado em batalhas e efeitos de monstros e ativação de efeitos de magias e armadilhas num duelo entre 2 oponentes, cada um possuindo 8000 LPs (Life Points, ou Pontos de Vida) e usando Decks (baralhos) de 40 a 60 cartas, geralmente acompanhados de um "baralho extra" com 15 cartas separadas.
O perdedor é aquele que tem seus pontos de vida reduzidos à zero, ou quem não tiver mais cartas para puxar.
- Tradicional: Neste formato de duelo, todas as cartas existentes desde a primeira coleção (Legend of Blue-Eyes Dragon) até a mais recente são permitidas para jogar - não aderindo a lista de cartas "banidas" conforme uma lista periódica (anteriormente semestral ou trimestral, agora sem um período fixo) publicada pela Konami. Normalmente, pessoas que jogam neste formato usam decks de First Turn Kill (onde não há chance de o oponente jogar se a estratégia do Deck tiver sucesso), One Turn Kill (onde o oponente tem seus pontos de vida reduzidos a 0 num mesmo turno) e decks com cartas limitadas e restritas.[41]
- Avançado: Neste formato, mais largamente utilizado nos torneios, há maior limitação das cartas permitidas para uso (algumas cartas são limitadas a 2 ou 1 por Deck e outras estão proibidas de serem usadas). Por causa disto, aqui predominam os Decks baseados no controle da partida através da interrupção das investidas do oponente (ou "controle de campo") ou remoção de cartas.[42]

Há também outros formatos de duelo, como por exemplo: Speed Duel; Time wizard; Heart of the underdog e Common Charity. Todos aderindo a suas respectivas listas de cartas restritas
Os campeonatos mais conhecidos e movimentados são Yu-Gi-Oh! World Championship e Yu-Gi-Oh! Championship Series, ou YCS, mas há outros tipos de campeonatos, como a "Pegasus League" (com regras próprias e variadas a cada torneio), "Sneak Peek" (torneios de Decks montados com a coleção mais recente), "Dragon Duel" (com crianças até 12 anos), World Championship Qualifier; ou WCQ, Yu-Gi-Oh! Day, Ultimate Duelist Series, ou UDS, OTS Championship (torneios pequenos, reservados as lojas oficiais de torneios) e também torneios Regionais.
Torneio oficiais de Yu-Gi-Oh são jogados no sistema suíço. Em torneios maiores, depois de jogadas as rodadas suiças, é também jogado o "Top Cut" (mata-mata para disputa de premiação)

#### Outros jogos
Vários outros jogos foram adaptados do mangá original:
- Capsule Monster Chess (Capmon) — Jogo de miniaturas colecionáveis.[45]
- Monster World — Um  jogo de xadrez RPG.[46]
- Dungeon Dice Monsters (DDM), conhecido no mangá como Dragons Dice & Dungeons (DDD) — Um jogo de tabuleiro cujos quadrados são criados com faces de dados D6. Foi lançado como um jogo de cartas real, mas o jogo não é popular e novas figuras não são mais lançadas.[47]
- Duel Links - Jogo de cartas para IOS, Android e Microsoft.
- Master Duel - Jogo de cartas para computadores, consoles, e dispositivos mobile.
- Yu-Gi-Oh! Rush Duel - Outro jogo de cartas exclusivo do Japão e Coreia do Sul

## Recepção
John Jacala do Anime News Network analisou o mangá Yu-Gi-Oh! em 2003, como parte da revisão da Shonen Jump. Jakala disse que, enquanto a comercialização para Yu-Gi-Oh! Duel Monsters fez o anime aparecer "completamente desinteressante", o mangá "é inesperadamente sombrio e mal-humorado." Jakala acrescentou que em um momento a série lhe "lembrou da obra de Neil Gaiman: Yugi se vê arrastado para um mundo mágico de antigas forças onde há regras definidas que devem ser obedecidas." Jakala concluiu que o fato de a série usar os jogos como instrumento de enredo "abre uma série de possibilidades de histórias" e que ele temia que a série tinha o potencial para "simplesmente transformar-se em um tie-in para o popular jogo de cartas".
Jason Thompson, editor da versão em Inglês do mangá, classificou Yu-Gi-Oh! como o terceiro lugar de suas cinco séries favoritas que ele editou, afirmando que ele pensa que "a história é realmente muito sólida para um mangá shōnen" e que "você pode dizer que foi escrito por um homem mais velho por causa da obsessão com a morte, e o que pode vir após a morte, que domina o arco final de história", desfrutando de todo o RPG e a terminologia de jogos de cartas encontrada dentro da série.
O mangá começou a conquistar mais popularidade entre as crianças japonesas com a série de anime, jogos de vídeo game e jogos de cartas. Por causa de seu "enredo sombrio e terríveis monstros", a série não era tão popular entre os pais japoneses, que acreditavam que Yu-Gi-Oh! era mais direcionado aos adolescentes do que as crianças e jovens que compõem a audiência para franquias como Pokémon.

## Pânico satânico
No Brasil, as cartas de Yu-Gi-Oh!, ambas originais e falsificadas, tornaram-se populares nos anos 2000. Porém, em 2003, o apresentador de televisão da Rede Bandeirantes, Gilberto Barros, acusou no programa Boa Noite Brasil por quatro edições seguidas que o jogo seria o "baralho do diabo" e teria ligação com a máfia japonesa. A edição de  5 de junho foi dedicada inteiramente ao jogo de cartas. Suas principais fontes para a montagem da reportagem foram pastores evangélicos. Até 2024, os programas são considerados uma mídia perdida.[carece de fontes?]
Houve reação da fanbase na internet e sites especializados tentaram rebater as acusações, mas a reportagem levou a um pânico satânico no país, e muitas crianças foram proibidas de jogar e até mesmo tiveram seus baralhos queimados. O pânico satânico também abrangeu outros jogos e obras de ficção, como RPGs e Dragon Ball. Em 2004, o Ministério da Justiça reclassificou o anime como inadequado para menores de 12 anos, o que impedia a série de ser exibida antes das 20h, forçando a TV Globo a retirar Yu-Gi-Oh! de sua programação no primeiro trimestre de 2004, o que prejudicou a promoção dos produtos relacionados à série.

Em 2019, em entrevista para o podcast Não Ouvo, Gilberto Barros afirmou que o jogo possuía frases como "mate o seu pai para não ir na escola amanhã" e "corte o dedão da sua irmã", e que sua intenção era proteger as crianças. Porém, as frases não existem no jogo original. Em 2023, a primeira versão do anime foi disponibilizado na Bandplay, tornando-se o mais assistido naquele ano.